# Dawn Baillie
Dawn Baillie (* 1964 Hollywood, Los Angeles) je americká grafická designérka a tvůrkyně filmových plakátů. Její první filmový plakát byl k filmu Hříšný tanec (1987). V roce 2012 získala cenu Saula Basse.
Narodila se v Hollywoodu v Los Angeles. Má bakalářský titul z Komunikace v designu a Ilustrace z Otis College of Art and Design, kde promovala v roce 1986. Poté vstoupila do reklamního odvětví, kde pracovala jako asistentka uměleckého vedoucího ve společnosti Seiniger Advertising. Zde vytvořila plakát pro film Hříšný tanec. Po práci v Dazu, v roce 1992, společně s Rickem Lynchem a jejím manželem Clivem Bailliem, spoluzaložili agenturu BLT. Agentura vytváří filmové plakáty, které zahrují i projekty jako film Barbie (2023).
Dawn vytvotřila plakáty pro filmy jako Mlčení jehňátek (1991), Zoolander (2001), Indiana Johnes a poslední křížová výprava (1989) nebo Truman Show (1998). Deníku The New York Times řekla, že nemůže vybrat svůj oblíbený plakát: „Jako matka, miluji všechny své děti. Každý plakát má vlastní příběh lásky, výzev, slz a triumfů. Miluji první kvůli Hříšnému tanci, protože mi dal sebevědomí, a miluji ten poslední, protože mi dokázal, že jsem pořád schopná.”
Její práce jsou vystaveny v Domě plakátu (Poster House) na Manhattanu od 14. března do 8. září 2024.